# Альтесниц
Альтесниц (нем. Altjeßnitz) — община в Германии, в земле Саксония-Анхальт.
Входит в состав района Биттерфельд. Подчиняется управлению Рагун. Население составляет 489 человек (на 31 декабря 2006 года). Занимает площадь 6,42 км².